# Los Angeles Memorial Coliseum
Das Los Angeles Memorial Coliseum ist ein großes Sportstadion im Exposition Park von Los Angeles, das zwei Mal als Olympiastadion diente (1932 und 1984). Die traditionsreiche Sportstätte, in der bis zu 77.500 Zuschauer Platz finden, wird auch als The Grand Old Lady bezeichnet.
Das Stadion ist seit 1923 Spielstätte der NCAA-College-Football-Mannschaft der University of Southern California, den USC Trojans der Pac-12. Neben der Football-Mannschaft der USC nutzen das Lacrosse-Team der Frauen sowie beide Fußballmannschaften vereinzelt das Coliseum für ihre Partien. Von der Saison 2016 bis einschließlich der Saison 2019 trugen die nach Los Angeles zurückgekehrten Los Angeles Rams ihre Heimpartien im Coliseum aus, bis das neue SoFi Stadium fertiggestellt war.

## Geschichte
Der Bau begann im Dezember 1921 und fand gleichzeitig mit dem Rose Bowl Stadium statt. Das Memorial Coliseum wurde im Mai 1923 eröffnet, gewidmet dem Andenken an die Weltkriegsveteranen der Stadt, später des ganzen Landes. Das erste Spiel trugen am 6. Oktober die University of Southern California und das Pomona College aus. USC gewann die Partie vor 12.836 Zuschauern mit 23:7 Punkten. Es war Schauplatz der Leichtathletik-Wettkämpfe sowohl der Olympischen Spiele 1932 als auch 1984. Viele weitere Veranstaltungen wurden hier abgehalten, darunter der erste Super Bowl im American Football im Jahr 1967.
Am 27. Juli 1984 wurde das Coliseum als Baudenkmal in das National Register of Historic Places aufgenommen und als National Historic Landmark anerkannt.
Vor der Saison 1993 wurde das Stadion für 15 Millionen US-Dollar renoviert. Dabei wurde das Spielfeld um 11 Fuß (3,35 Meter) abgesenkt und die olympische Leichtathletikanlage entfernt, damit die Zuschauer dichter am Spielgeschehen sind. Durch 14 neue Sitzreihen wuchs das Stadion um etwa 8.000 Plätze. Bei dem Northridge-Erdbeben 1994 am 17. Januar wurde das Stadion stark beschädigt und musste für 93 Millionen US-Dollar repariert werden.
Am 29. März 2008 wurde beim Baseball-Freundschaftsspiel zwischen den Los Angeles Dodgers und den Boston Red Sox mit 115.300 Zuschauern ein neuer Besucherrekord aufgestellt.
Im August 2015 fanden die Eröffnungs- und die Schlussfeier der Special Olympics World Summer Games 2015, die von Los Angeles ausgerichtet wurden, in diesem Stadion statt.
Am 29. Januar 2018 wurde bekannt, dass das Stadion ab August 2019 den Sponsorennamen United Airlines Memorial Coliseum tragen solle. Die USC Trojans sollten dafür von der Fluggesellschaft United Airlines über eine Vertragslaufzeit von 16 Jahren insgesamt 69 Millionen US-Dollar erhalten. Es wäre der bislang höchstdotierte Namenssponsoringvertrag für ein College-Football-Stadion gewesen. Das Geld sollte für Renovierungsarbeiten am Coliseum mit Kosten von insgesamt 270 Mio. US-Dollar verwendet werden. Nach Protesten von Angehörigen von Kriegsveteranen sowie Vertretern des Los Angeles County und infolgedessen der Ankündigung durch United Airlines, sich vom Sponsoring komplett zurückzuziehen, wurde Ende Juni 2019 als künftiger Name United Airlines Field at the Los Angeles Memorial Coliseum beschlossen und der Vertrag auf zehn Jahre verkürzt ohne den geänderten Sponsoringbetrag genau zu beziffern.

## Film
Das Stadion wurde als Kulisse für die Filme Zwei Minuten Warnung, Money Talks – Geld stinkt nicht und  Flucht aus L.A. sowie für die Fernsehserie 24 genutzt. Ebenso tritt das Stadion in der Fernsehserie Columbo in der Folge Wenn der Eismann kommt auf. Die Zukunft des Stadions und sein schließlicher Zusammenbruch nach einem fiktiven Verschwinden der Menschheit wird in Folge 1 der 2. Staffel der Dokufiktion-Serie Zukunft ohne Menschen („Der Zorn Gottes“, USA 2010) behandelt.

## Galerie

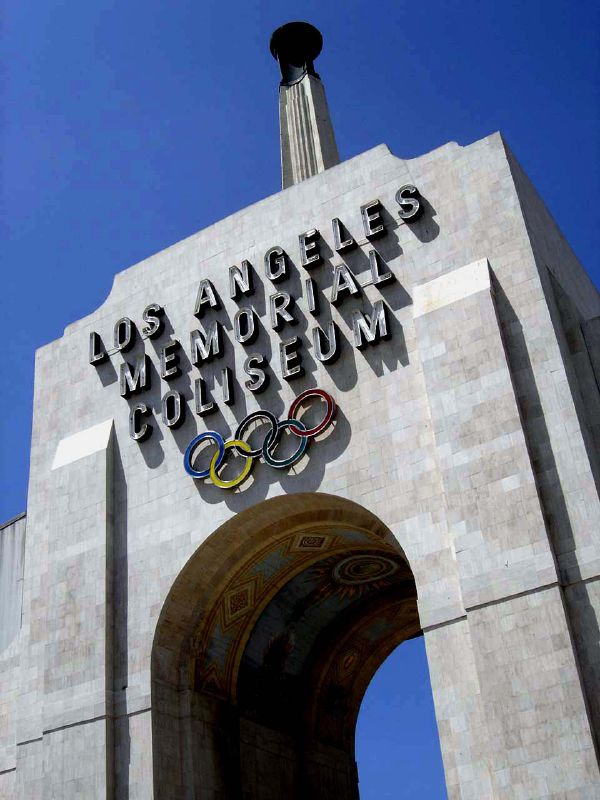
Tor zum Los Angeles Memorial Coliseum
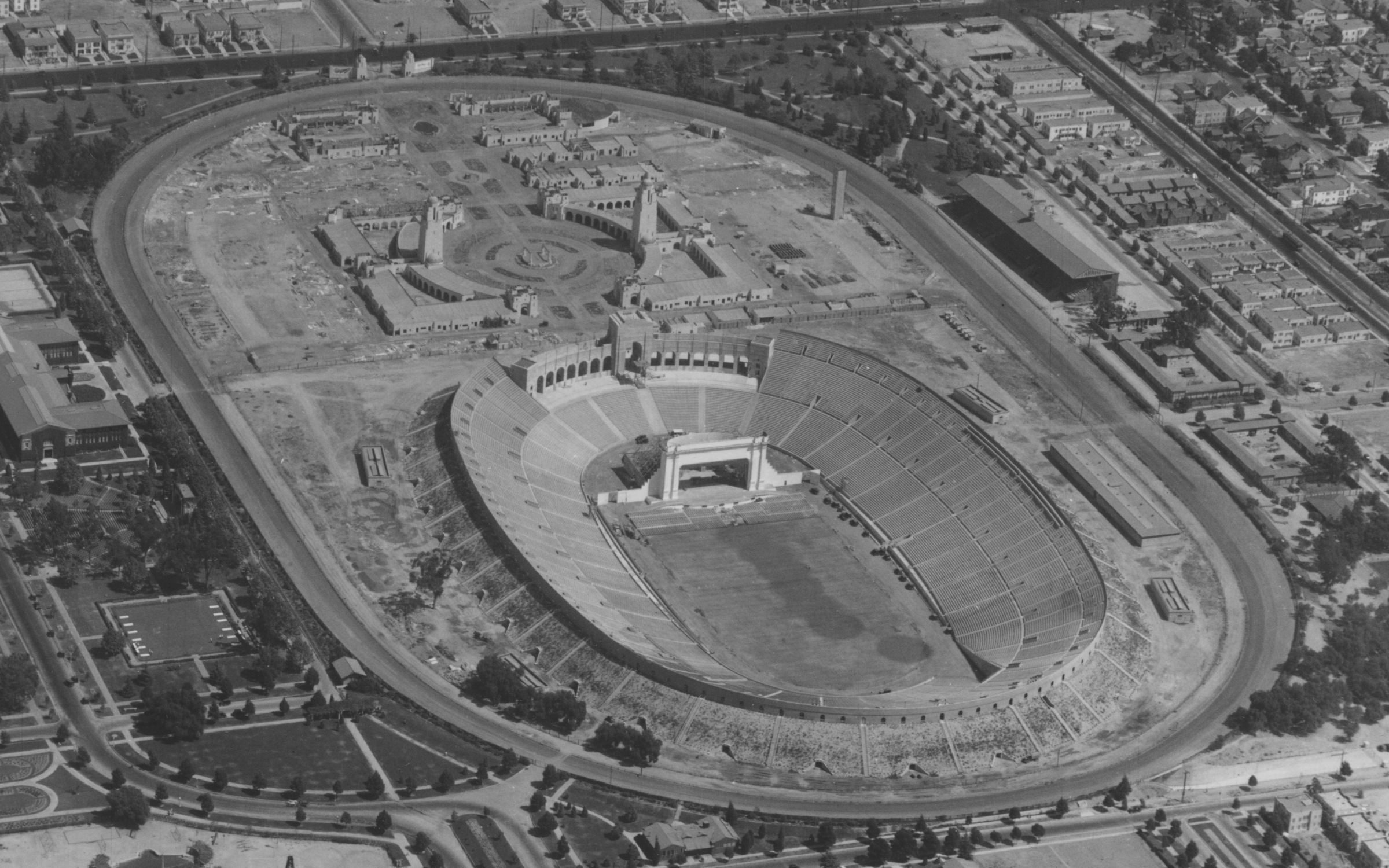
Los Angles Memorial Coliseum 1923
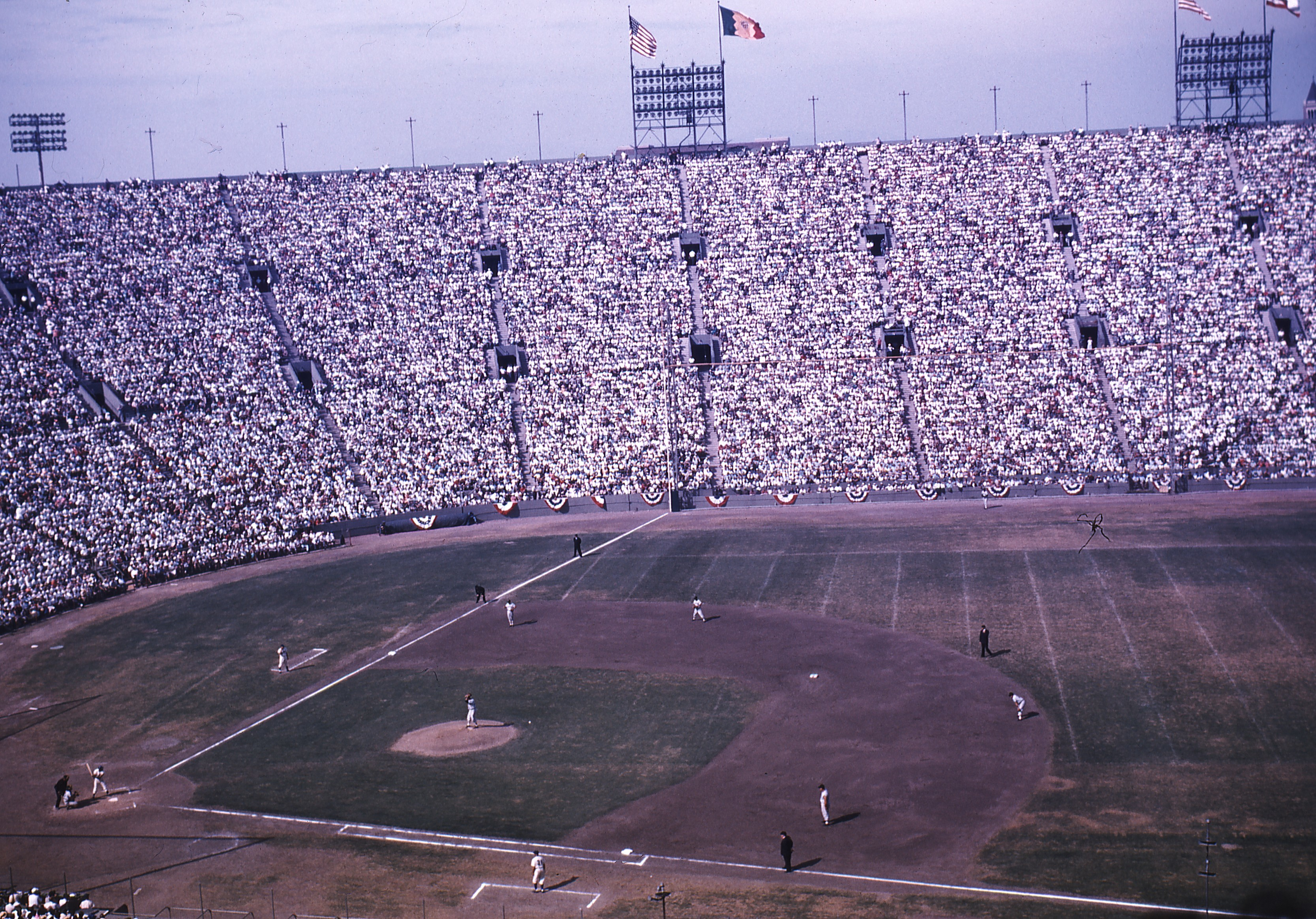
Das LA Coliseum während der World Series 1959
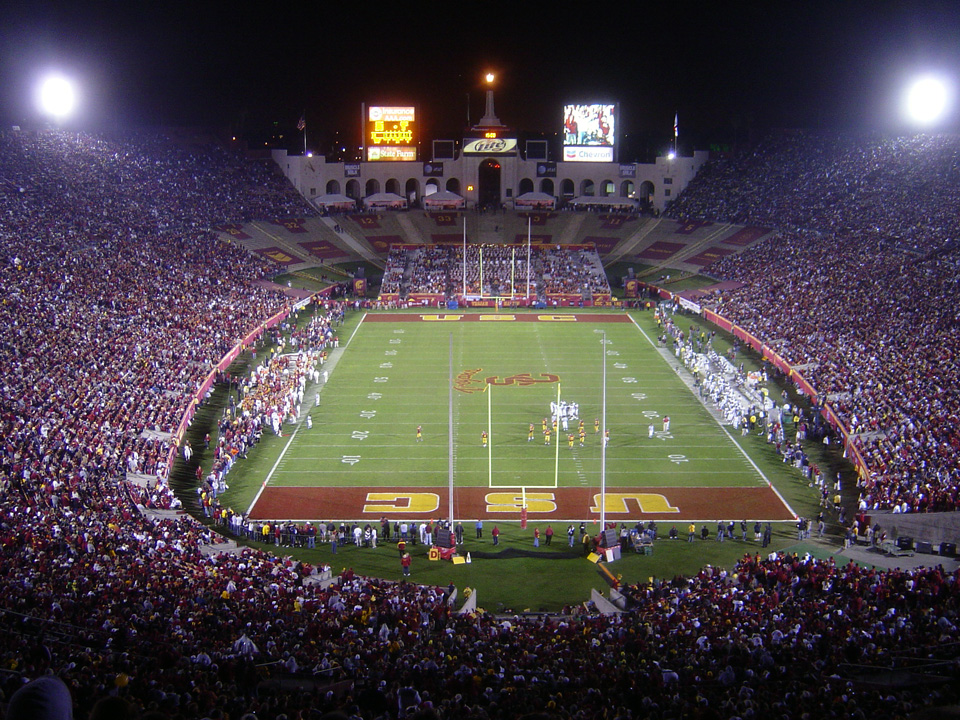
Das Coliseum während eines USC Spiels
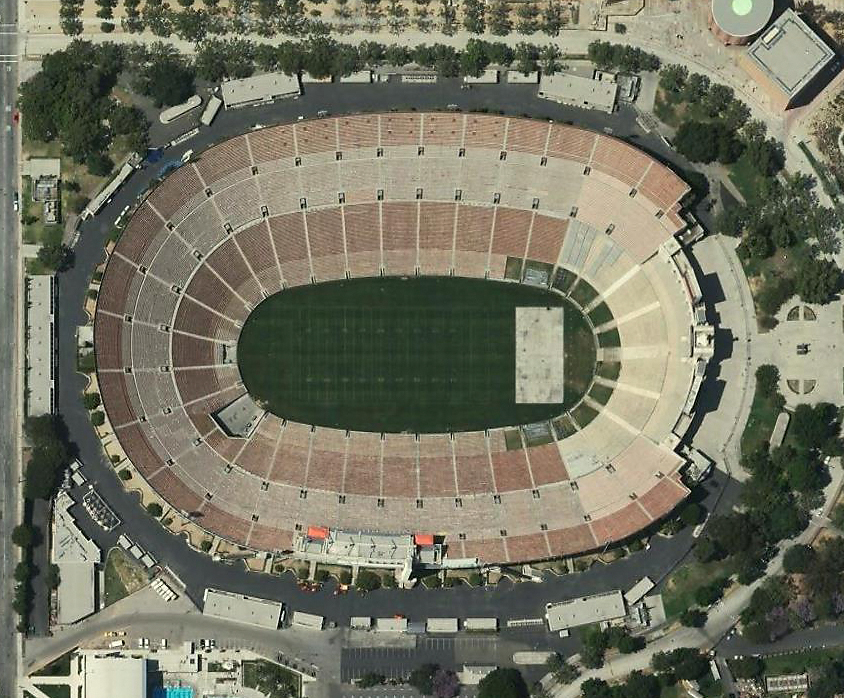
Satellitenbild des Los Angeles Memorial Coliseum